# トーマスをすくえ!! ミステリーマウンテン
『トーマスをすくえ!! ミステリーマウンテン』（The Great Discovery）は、テレビシリーズ『きかんしゃトーマス』の長編シリーズ第3作目の作品である。

## 概要
イギリス及びアメリカでは、2008年9月9日にビデオスルー（DVD）として発売され、一部地域では販売前、販売後に劇場で公開される場合もあった。英米版ナレーションは俳優のピアース・ブロスナンが務め、話題となった。本作を以て「きかんしゃトーマス」の完全な鉄道模型製作（人形劇）によるシリーズは終了となった。

## 本作の特徴
本作は、長編第1作「きかんしゃトーマス 魔法の線路」のような実写の人間や複雑な設定は一切登場せず、「トーマスが発見した古い町を復興させるためにトーマスと仲間たちが活躍する」というわかりやすい内容になっており、新たにラップ系の曲を挿入歌として採用している。本作でも長編第2作「きかんしゃトーマス みんなあつまれ!しゅっぱつしんこう」のようにクイズ形式のミニコーナーが製作されたが、長編第2作とは異なり本編には挿入されていない。但し、イギリスとアメリカではDVDの特典映像として収録されている。

## 日本での公開
日本では、2009年4月25日より全国のTOHOシネマズ及びワーナー・マイカル・シネマズにて順次公開された。日本語版制作はソニークリエイティブプロダクツ、配給は有限会社アップリンクが行った。パンフレットや映画関連グッズなどは販売されなかったが、一部の映画館ではキャンペーンやイベントも行われた。興行収入は、最初の土日2日間で6館の動員が2678名、興行収入243万3620円を記録し、好調なスタートを切った。公開劇場によっては乳幼児に配慮して音量を通常のものより下げて上映するところもあった。

### 先行試写会
2009年4月4日・5日にJ:COMオンデマンドにて、本作品を無料で先行配信された。ただし、視聴するためには全国のジェイコムショップにて2009年3月28日から配布される、プレミアムチケット（各店舗先着10名のみ）に記載されたタイトル番号が必要となった。

### DVD
英米では2008年に発売。日本では2009年10月23日に発売。日本版には劇場予告と他のきかんしゃトーマスシリーズ（DVD）の紹介が収録されている。日本ではトーマスラップ(THOMAS YOU'RE LEADER)以外の曲に歌詞スーパーが付いているが、英米版はトーマスラップにも歌詞スーパーが付いている。劇場公開版では当時の地上波テレビ放映時の演出に倣い、各キャラクターが登場すると画面下に名前のスーパーが表示されていたが、DVD版では名前のスーパーが表示されない。

## 挿入歌
- みなとにいこう（Thomas and James are Racing/Racing to the Wharf）
- しごとがたくさんあるからね（There's a Job for Everyone/Jobs a Plenty）
- トーマスはどこ？（Where, oh Where is Thomas?）
- きかんしゃトーマスのテーマ2（トーマスをすくえ!! ミステリーマウンテンバージョン）（Engine Roll Call）
- トーマスラップ(Thomas, You're the Leader/Roll Call Rap)

## 登場キャラクター

### 蒸気機関車
トーマス
日本吹き替え - 比嘉久美子
青い小型タンク機関車。スタンリーに対する嫉妬心から彼に悪戯を仕掛けたことで仲間たちと喧嘩別れし、その後行方不明になってしまう。
エドワード
日本吹き替え - 佐々木望
青い中型テンダー機関車。脱線したトーマスを救助するため、ロッキー、トップハム・ハット卿を連れてトーマスの下へ向かう。
ヘンリー
日本吹き替え - 金丸淳一
黄緑の大型テンダー機関車。スタンリーの姿を見て感動する。
ゴードン
日本吹き替え - 三宅健太
青い大型テンダー機関車。スタンリーがアニーとクララベルを牽引している様子を見ていた。
ジェームス
日本吹き替え - 江原正士
赤い中型テンダー機関車。トーマスと港まで競争した。
パーシー
日本吹き替え - 神代知衣
黄緑の小型タンク機関車。「復旧作業」を「腹筋作業」と間違える。
トビー
日本吹き替え - 坪井智浩
茶色い小型路面機関車。スタンリーの貨車がグレート・ウォータートンの塔に激突して倒れた時、埃まみれになる。
エミリー
日本吹き替え - 山崎依里奈
エメラルドグリーンの中型テンダー機関車。今まで聞いたこともない汽笛を鳴らしていた。

#### 新キャラクター
スタンリー
日本吹き替え - 土田大
銀色の小型タンク機関車。グレート・ウォータートンの工事のリーダーに任命され、仲間たちから注目を浴びる。しかし、トーマスから反感を買い悪戯の標的にされてしまう。

### 高山鉄道の機関車
ダンカン
日本吹き替え - 逢坂力
黄色い小型タンク機関車。第4シーズンのような乱暴な性格である。
トーマスに港への近道を教えたが、実際は彼を騙していた。その後、行方不明だったトーマスが見つかったと知って、スカーロイ、サー・ハンデル、ラスティー、マイティマック、フレディーと歓声を上げた。

### 自動車
ジャック
日本吹き替え - 中西英樹
赤い小型ホイールローダー。今作ではマックスとモンティに強く自己主張ができる様子がうかがえる。
マージ
日本吹き替え - 葛城七穂
濃黄緑の小型三輪トレーラー。マイティマックに、トーマスが失われた街を見つけたことを伝えた。

### その他
ハロルド
日本吹き替え - 羽多野渉
白いヘリコプター。トーマスのグレート・ウォータートン発見の情報をソドー島全域に公表する他、行方不明になったトーマスの捜索に貢献する。

### ソドー島の住人
トップハム・ハット卿
日本吹き替え - 納谷六朗
ソドー鉄道の局長。
トップハム・ハット卿夫人
日本吹き替え - 杉山育美
トップハム・ハット卿の妻。
ミスター・パーシバル
日本吹き替え - 樫井笙人
高山鉄道の局長。
ジェニー・パッカード
日本吹き替え - 杉山育美
工事現場の女性監督。

### 脇役
以下のキャラクターは台詞なし、カメオ出演（ただし、英国・米国では、台詞があるキャラクターもいる）。

#### 蒸気機関車
ビルとベン
黄色い小型タンク機関車。
ハーヴィー
紅色の小型クレーン機関車。
アーサー
紅色の大型タンク機関車。
モリー
明るい黄色い大型テンダー機関車。
ロージー
ピンク色の小型タンク機関車。
ウィフ
深緑の小型タンク機関車。

#### ディーゼル機関車
ディーゼル
黒い小型ディーゼル機関車。
メイビス
黒い小型ディーゼル機関車。
ハリーとバート
黄色と深緑の小型ディーゼル機関車。
ディーゼル10
黄土色の大型ディーゼル機関車。
ソルティー
赤い小型ディーゼル機関車。
デニス
灰色の小型ディーゼル機関車。

#### 高山鉄道の機関車
スカーロイ
赤い小型タンク機関車。
レニアス
朱色の小型タンク機関車。
サー・ハンデル
濃青い小型タンク機関車。
ピーター・サム
緑の小型タンク機関車。
ラスティー
オレンジ色の小型ディーゼル機関車。
フレディー
灰色の小型タンク機関車。
マイティ　マック
紺色の小型ダブルフェアリー機関車。

#### 客車
アニーとクララベル
オレンジ色の客車。
ヘンリエッタ
オレンジ色の客車。

#### クレーン車
ロッキー
赤い大型クレーン車。

#### 自動車・作業車
テレンス
オレンジ色のトラクター。
バーティー
赤い小型バス。
トレバー
深緑の小型牽引車。
ジョージ
黄緑のスチームローラー。
エリザベス
濃赤い蒸気トラック。
ブッチ
黄色い大型レッカー車。
アルフィー
黄緑の小型パワーショベル。
マックスとモンティ
赤いタンプカー。
オリバー
茶色い大型パワーショベル。
ケリー
濃青いレッカー車。
ネッド
オレンジ色のショベルカー。
バスター
赤いスチームローラー。

#### 飛行機
ジェレミー
白いジェット機